# ابطال وضعیت ویژه جامو و کشمیر توسط هند

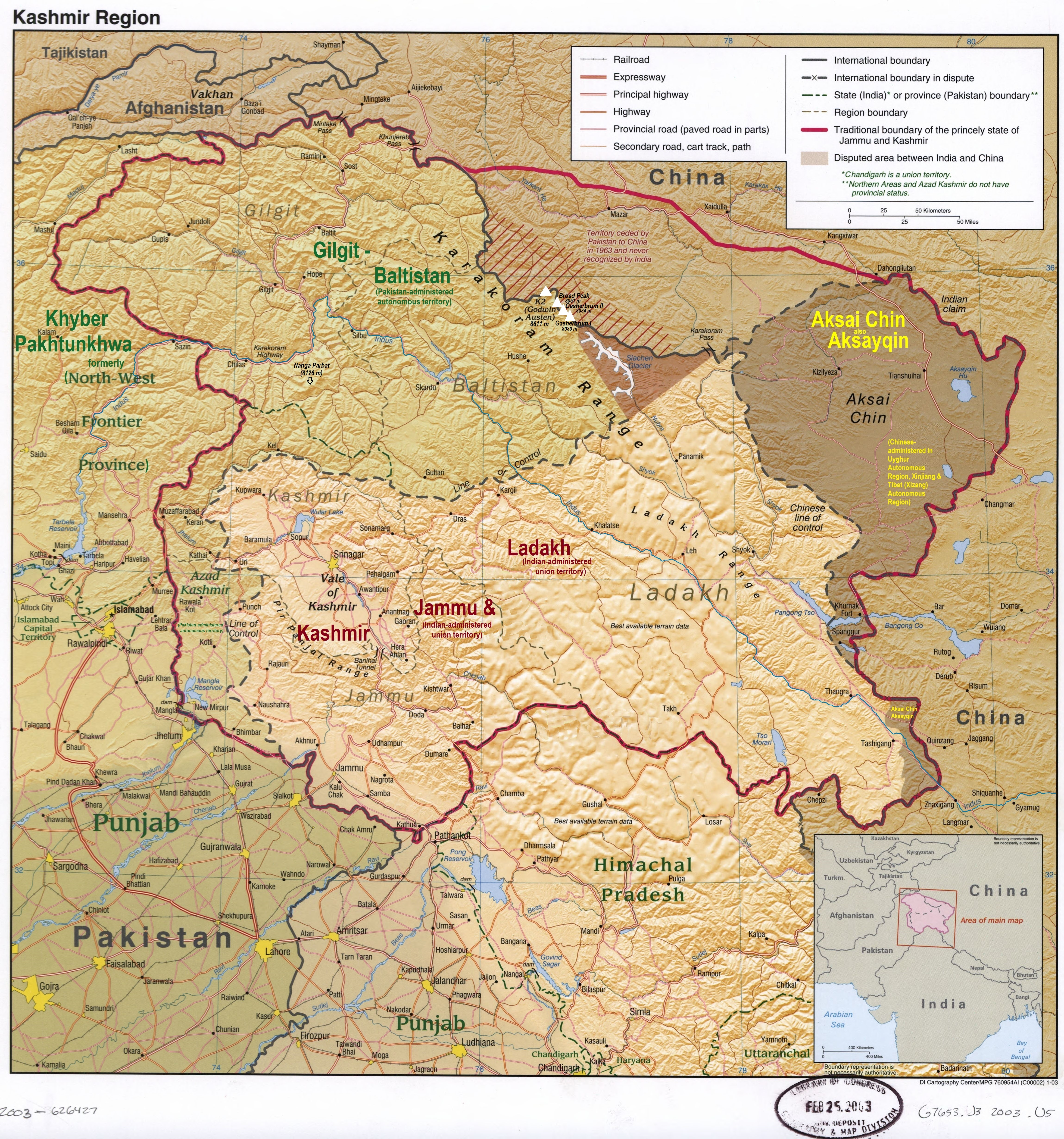
نقشه‌ای از منطقه مورد مناقشه کشمیر که مناطق تحت اداره هند، پاکستان و چین را نشان می‌دهد.

در ۵ اوت ۲۰۱۹، دولت هند از طریق سلسله اقدامات گسترده، وضعیت ویژه اعطا شده به ایالت جامو و کشمیر طبق ماده ۳۷۰ قانون اساسی هند را ابطال کرد. با قطع کلیه خطوط ارتباطی دره کشمیر تحت یک قفل مجازی قرار گرفت و رهبران سیاسی در بازداشت خانگی قرار گرفتند. رئیس‌جمهور هند، رام نات کوویند، فرمان ریاست جمهوری را تحت قدرت ماده ۳۷۰ قانون اساسی هند صادر کرد که حکم غالب ریاست جمهوری ۱۹۵۴ را نادیده گرفته، و کلیه مفاد استقلال اعطا شده به دولت را باطل کرد. وزیر امور داخله امیت شاه لایحه سازماندهی مجدد را در پارلمان هند معرفی کرد و به دنبال آن بود که این ایالت را به دو قلمرو اتحادیه تقسیم کنند که توسط یک نایب الحکومه اداره شود. این لایحه به سرعت در راجیه سبها، در مجلس سنا، پیش از آنکه روز بعد به لوک سبها یا مجلس نمایندگی ارائه شود، تصویب شد.
در حالی که گروه‌های بین‌المللی حقوق بشر این اقدامات را محکوم کردند، ملی‌گراهای هندو جشن گرفتند و ادعا کردند که این اقدامات صلح و سرمایه‌گذاری را به کشمیر منتقل می‌کند.

## سرکوب دولت
پیش از ابطال وضعیت ویژه، وزارت امور داخله با استناد به دلایلی برای حفظ قانون و نظم در منطقه، موافقت خود را برای بسیج هزاران سرباز امنیتی شبه نظامی در جامو و کشمیر صادر کرد. در ۲ اوت، ارتش هند گفت که ارتش پاکستان و تروریست‌ها «قصد دارند خشونت را افزایش دهند» و سعی کردند «اخیراً یاترا» را هدف قرار دهند. دولت هند به دانشجویان و گردشگران، اعم از داخلی و خارجی، ابلاغ کرد که جامو و کشمیر را ترک کنند.
این اقدامات این ترس را برانگیخت که هند به زودی وضعیت ویژه جامو و کشمیر را باطل خواهد کرد. با این حال، در تاریخ ۳ اوت، عمر عبدالله گفت که والی ساتیا پال مالک «به او اطمینان داد که هیچ گونه ابتکاری برای تقلیل، آغاز محدودیت یا به سه بخش تقسیم کردن ماده 35A قانون اساسی، در حال پیشروی نیست.»
در ۴ اوت، پس از توزیع تلفن‌های ماهواره ای در مرکز، شمال و جنوب کشمیر در بین نیروهای امنیتی، دولت دستور قطع کامل ارتباطات، خاموش کردن تلویزیون کابلی، تلفن ثابت، تلفن همراه و اینترنت را صادر کرد. بسیاری از منابع خبری گزارش از یک حکومت نظامی و خاموشی مؤثر را دادند(گرچه تلگراف کلکته گزارش می‌کند که دولت به‌طور رسمی حکومت نظامی را اعلام نکرده‌است). به پزشکان و مدیران منطقه توصیه شد که در حالت آماده باش بمانند. بند ۱۴۴ وضع شد و پلیس ایالتی محلی خلع سلاح شد. موانع بتونی جاده‌ها را در هر چند صد متر مسدود نمود. مغازه‌ها و کلینیک ها و نیز همه موسسات آموزشی بسته شدند، و هشدار وضعیت قرمز در سراسر جامو و کشمیر به صدا درآمد.
بسیاری از رسانه‌های هندی گزارش دادند که آنها هیچ اطلاعاتی از دره کشمیر ندارند و حتی نمی‌توانند اطمینان حاصل کنند که خبرنگاران آنها در امان هستند یا خیر. برای روزنامه نگاران مجوز آمد و شد داده نشده‌است. کمیته حمایت از روزنامه نگاران گزارش داد که یک روزنامه‌نگار به اتهامات نامشخص دستگیر شده‌است. بسیاری از روزنامه نگاران گزارش دادند که توسط سربازان متوقف شده و برخی دیگر اظهار داشتند که مجبورند از طریق فلش عکسها را به بیرون منطقه ارسال کنند. به گفته سردبیر کمیته حمایت از روزنامه نگاران که با خبرنگاران صحبت کرده‌است، «او از اینکه آنها روزنامه نگاران را دستگیر کنند می‌ترسد، به ویژه کسانی که گزارش می‌دهند چه اتفاقی می‌افتد.»
مطابق گزارش‌ها، مقامات برای جلوگیری از هرگونه اعتراض یا شیوع خشونت بیش از ۵۰۰ نفر، از جمله چندین رهبر کشمیری را دستگیر کردند. وزیران پیشین جامو و کشمیر، محبوبه مفتی و عمر عبدالله، اعضای مجلس قانونگذاری نظیر محمد یوسف طاریگامی و مهندس رشید از جمله افرادی بودند که توسط نیروهای امنیتی دستگیر شدند.

## واکنش‌ها از مناطق آسیب دیده
وزیر ارشد کنونی جامو و کشمیر، محبوبه مفتی این رویداد را «سیاه‌ترین روز دموکراسی در هند» نامید. او احساس کرد که پارلمان هند همه چیز را از مردم جامو و کشمیر دور کرده‌است.
وزیر ارشد سابق عمر عبدالله، اقدام دولت را در مورد ماده ۳۷۰ «یکجانبه و تکان دهنده» خواند. وی آن را «خیانت کامل به اعتمادی قلمداد کرد که مردم جامو و کشمیر در هند پس از پیوستن دولت به آن در سال ۱۹۴۷ از دست داده بودند.»
مشاور سابق رئیس اجرایی شورای توسعه خودمختار تپه لاداخ، کارگیل، عسگر علی کربلایی گفت: مردم در کارگیل هرگونه تقسیم دولت به دلایل «دین، زبان یا منطقه» را غیر دموکراتیک می‌دانستند. برخی سازمانهای مذهبی و سیاسی در کارگیل از جمله یادبود اعتماد امام خمینی، دولت هند را به دلیل اقدام «بدون رضایت مردم» محکوم کرده و خواستار اعتصاب عمومی در ولسوالی کارگیل شدند.
در ۹ اوت، بیش از ۱۰٬۰۰۰ نفر در سرینگر علیه تصمیم دولت هند مبنی بر ابطال ماده ۳۷۰ دست به اعتراض زدند. در پاسخ، پلیس هند برای متفرق کردن معترضین از گاز اشک آور و گلوله استفاده کرد